# Каве (Рим)
Каве (итал. Cave) је насеље у Италији у округу Рим, региону Лацио.
Према процени из 2011. у насељу је живело 8210 становника. Насеље се налази на надморској висини од 372 м.

## Становништво
| 2011.  |
| ------ |
| 10.421 |